# در آرامش فرو می‌روم (ترانه آوریل لوین)
«در آرامش فرو می‌روم» (انگلیسی: Fall to Pieces) ترانه‌ای اثر خواننده-ترانه‌سرای کانادایی آوریل لوین برای دومین آلبوم استودیویی‌اش، زیر پوست من (۲۰۰۴)، است. در ۱۸ آوریل ۲۰۰۵، ترانه به‌عنوان چهارمین تک‌آهنگ آلبوم در آمریکایی شمالی و فروشگاه‌های مشخص‌شده در اروپا، درحالی که «اون نبود» به‌طور بین‌المللی منتشر شده بود، منتشر شد.